# Pama Records
Pama Records war ein britisches Plattenlabel, das sich auf jamaikanische Musik spezialisiert hatte.

## Geschichte
Pama Records wurde 1967 von den drei Palmer-Brüdern Harry, Carl und Jeff gegründet. Harry Palmer war für die Lizenzierung verantwortlich, Carl Palmer kümmerte sich um die Buchhaltung, und Jeffrey Palmer betrieb den London Apollo Club im nahegelegenen Willesden. Der erste Musikproduzent, den Harry Palmer auf Jamaika unter Vertrag nahm, war Clancy Eccles. Der Produzent Bunny Lee bekam für seine Produktionen das eigens geschaffene Sublabel Unity. Ähnlich wurde mit anderen jamaikanischen Künstlern und Produzenten verfahren. Das Sublabel Nu Beat/New Beat veröffentlichte Laurel Aitken, Crab veröffentlichte Derrick Morgan, Success war Rupie Edwards vorbehalten und Punch war für Lee „Scratch“ Perry & The Upsetters zuständig.
Pama stand in direkter Konkurrenz zum 1968 gegründeten Plattenlabel Trojan Records, das ebenfalls jamaikanische Musik im Vereinigten Königreich vermarktete. Ab 1969 gab Trojan mit Tighten Up (Vol. 1–8) eine Reihe heraus, die Reggae-Kompilationen zum Niedrigpreis anbot und auf dem Cover meist mit leicht bekleideten Frauen warb. Pama reagierte ab 1971 mit Straighten Up (Vol. 1–4) und einem identischen Konzept.
Im Sommer 1968 spielte die britische Sessionband The Mohawks das funkige Instrumentalstück The Champ ein, das auf dem Hit Tramp von Otis Redding & Carla Thomas basiert. The Champ, auf Pama als Single und als Albumtrack veröffentlicht, wurde so beliebt wie das ähnlich gelagerte Green Onions von Booker T. & the M.G.’s. Der Titel entwickelte sich seitdem zu einem der meistgesampelten Stücke (über 650x) und wurde unter anderem von Eric B. & Rakim, De La Soul, KRS One, Ini Kamoze, N.W.A und Ice Cube verwendet.
Pama veröffentlichte auch Songs mit doppeldeutigen oder anstößigen Texten wie Bang Bang Lulu von Lloyd Charmers oder Wet Dream von Max Romeo. Mit 250.000 verkauften Singles wurde Wet Dream (1969) der größte Hit für Pama. Das Lied wurde aufgrund seines doppeldeutigen Texts von der BBC und weiteren Radiostationen boykottiert, kam aber trotzdem bis auf Platz 10 der UK Singles Charts, in denen es sich insgesamt 25 Wochen lang halten konnte.
Im Jahr 1970 erreichte Derrick Morgan mit Moon Hop den 49. Platz der britischen Musikcharts. Der Titel, der an die Mondlandung vom 20. Juli 1969 erinnert, wurde kurz darauf von der britischen Formation Symarip als Skinhead Moonstomp gecovert und zu einem Klassiker des Skinhead-Reggae.
Im Frühjahr 1970 hatte das Duo Bob & Marcia mit Young, Gifted and Black, komponiert von Nina Simone und produziert von Harry J, einen Riesenhit im Vereinigten Königreich. Die Single landete auf Platz 5 der britischen Musikcharts und blieb insgesamt 12 Wochen lang in den UK-Single-Charts vertreten.
Die Rechte und das Label gehören heute Phoenix Music International, die Musik kann digital gestreamt werden.

## Diskografie (Auswahl)

### Singles
- 1967: What Will Your Mama Say / Darling Don’t Do That – Clancy Eccles (Clansone/Pama)
- 1968: The Champ / Sound of the Witch Doctors – The Mohawks (Pama)
- 1968: Reggie in the Wind / Try Me One More Time – Lester Sterling / The Soul Set (GAS 103)
- 1969: Wet Dream – Max Romeo (Unity, UN 503)
- 1969: Man Pon Moon / What a Thing – Derrick Morgan (Unity/CRAB 30)
- 1969: Moon Hop – Derrick Morgan (CRAB 32)
- 1969: Girl What You’re Doing to Me / Woman a Grumble – Owen Grey & The Rudies (Camel, CA25)
- 1970: Young, Gifted and Black – Bob & Marcia (Harry J, HJ 6605/Escort)
- 1972: Desiderata – Lloyd Chalmers (Pama Supreme)

### Alben
- 1968: The Champ – The Mohawks (Pama)
- 1969: Derrick Morgan in London – Derrick Morgan (Beverly’s/Economy, ECO 10)
- 1969: Reco in Reggae Land (Paying Tribute to Don Drummond) – Rico Rodriguez (Economy, ECO 14)
- 1969: Bangarang – Lester Sterling (Beverly’s/Economy, ECO 15)
- 1969: Derrick Harriott Sings Jamaica Reggae – Derrick Harriott (Beverly’s/Economy, SECO 13)
- 1969: House in Session – Lloyd Charmers & The Hippy Boys (Beverly’s/Economy, SECO 25)
- 1970: Moon Hop – Derrick Morgan (Pama, PSP 1006)
- 1970: The High Priest of Reggae – Laurel Aitken (Pama, PSP 1012)
- 1970: Many Moods of the Upsetters – The Upsetters (Upsetter/Economy, SECO 24)

### Kompilationen
- 1968: Soul Sauce (Pama)
- 1968: Bang Bang Lulu (PMLP 4)
- 1969: This Is Reggae (PSP 1003)
- 1969: Camel and the Oasis of Reggae (Camel, SECO 18)
- 1969: Nu Beat Greatest Hits (Nu Beat)
- 1970: Hot Numbers: Volume One (PMP 2006)
- 1970: Clint Eastwood – The Upsetters (Upsetter/Punch, PSP 1014)
- 1970: Hot Numbers: Volume Two (PMP 2009)